# Соната для фортепіано № 11 (Моцарт)

Перші два такти сонати

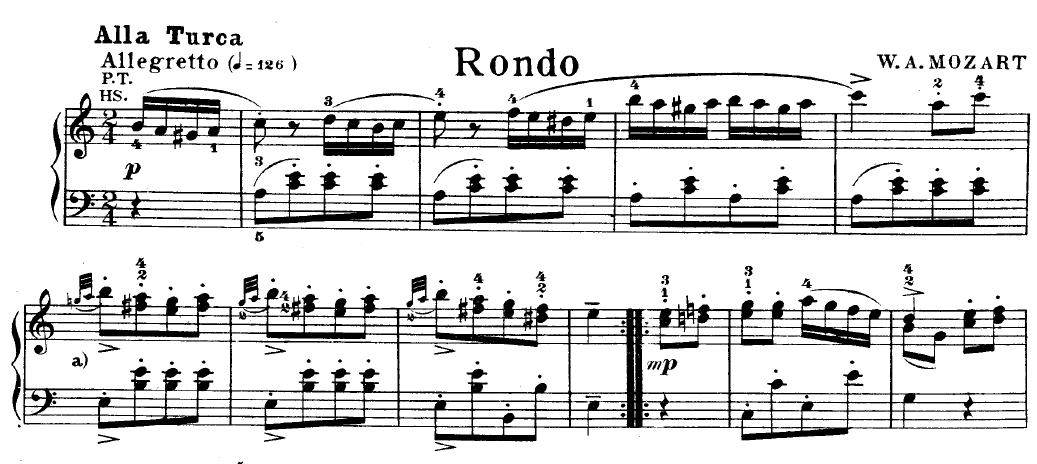
Початок третьої частини

Соната для фортепіано № 11 В. А. Моцарта, KV 331, ля мажор, час написання невідомий (імовірно між 1778 і 1783). Складається з трьох частин:
1. Andante grazioso — тема і 6 варіацій
2. Menuetto — менует з тріо
3. Alla Turca: Allegretto

Соната триває близько 24 хвилин. Широко відома третя частина цієї сонати — так званий «Турецький марш»